# Derobrochus commoratus
Derobrochus commoratus là một loài Trichoptera hóa thạch trong họ Polycentropodidae.